# Phaea giesberti
Phaea giesberti är en skalbaggsart som beskrevs av Chemsak 2000. Phaea giesberti ingår i släktet Phaea och familjen långhorningar.
Artens utbredningsområde är:
- Costa Rica.
- El Salvador.
- Guatemala.
- Honduras.
- Nicaragua.
- Panama.

Inga underarter finns listade i Catalogue of Life.